# Hieronymus Christoph von Pöllnitz
Hieronymus Christoph von Pöllnitz (* 1620; † 18. Februar 1697) war Offizier und Beamter im Erzstift Mainz und im Hochstift Bamberg.

## Leben
Von Pöllnitz war der dritte Sohn des kursächsischen Ministers Hans Georg von Pöllnitz und dessen Ehefrau Anna Petronella von Heil. Im Gegensatz zu seinem protestantischen Vater war Hieronymus Christoph von Pöllnitz Katholik. 1652 kaufte er seinen Brüdern Gerhard Bernhard und Johann Ernst die Herrschaft Aschbach (Aschbach (Schlüsselfeld)) ab. Ab 1677 ließ er Schloss Aschbach als Wohnsitz erbauen. 1670 heiratete er die katholische Anna Katharina von Kerpen († 1690). 1670 wurde er von Kaiser Leopold I. in den Freiherrenstand erhoben.
Er trat in die Dienste von Mainz und Bamberg und wurde Geheimrat beider Fürstentümer und Kaiserlicher, Bamberger und Mainzer Generalmajor. 1652 bis 1670 war er Bamberger Oberkämmerer und danach bis zu seinem Tod Kommandeur der Festung Forchheim. Später war er zugleich Oberamtmann im Amt Burgebrach. 1672 wurde er dazu noch Bamberger Obermarschall.
Aus der Ehe mit Anna Katharina von Kerpen gingen folgende Söhne hervor:
- Ferdinand Johann (1664–1692), Bamberger Rat
- Marquard Sebastian Carl Christoph Anton (1686–1742), Bamberger Hofmarschall, Oberamtmann
- Wilhelm Georg Ernst Ludwig (1689–1740), Bamberger Oberamtmann